# Phidippus cerberus
Phidippus cerberus är en spindelart som beskrevs av Edwards 2004. Phidippus cerberus ingår i släktet Phidippus och familjen hoppspindlar. Inga underarter finns listade i Catalogue of Life.